# Scorpiurus minimus
Scorpiurus minimus là một loài thực vật có hoa trong họ Đậu. Loài này được Losinsk. miêu tả khoa học đầu tiên.